# Дымшиц, Валерий Аронович
Валерий Аронович Дымшиц (род. 23 июля 1959, Ленинград) — российский переводчик, исследователь этнографии, истории, фольклора и искусства восточноевропейских евреев. Глава научного центра «Петербургская иудаика» Европейского университета в Санкт-Петербурге. Член Всероссийского творческого союза «Мастера литературного перевода». Член редколлегии журналов «Народ книги в мире книг», Judaic-Slavic Journal, Yiddishland.

## Биография
В 1982 г. окончил Ленинградский технологический институт. В 1996 г. там же защитил докторскую диссертацию на тему «Химия органических кристаллов»; доктор химических наук.
С 1981 г. участвовал в семинаре по художественному переводу при ленинградском Доме писателей под руководством Эльги Львовны Линецкой, переводил английскую и немецкую поэзию.
С 1989 г. участник экспедиций по документации еврейского материального культурного наследия на территории Украины.
С 2004 г. совместно с центром «Сэфер» организатор этнографических экспедиций на территории постсоветских государств Восточной Европы, Кавказа и Средней Азии.
1994—2022 — учитель Санкт-Петербургской классической гимназии № 610 (химия).
С 1999 глава ассоциации исследователей еврейской культуры «Петербургская иудаика».
С 2005 г. глава межфакультетского научного центра Европейского университета в Санкт-Петербурге «Петербургская иудаика».
В 2000-х гг. изучал идиш в Оксфорде и в Еврейском университете Иерусалима. Читал курсы и проводил лекции по истории и культуре восточноевропейского еврейства в Московском центре «Сэфер», Вильнюсский государственный университет, Литва, 1999; Bloomington Wesleyan University, Блумингтон, Иллинойс, США, 2006; Венецианский Международный Университет, Италия, 2016, 2018; Высшая школа экономики, Санкт-Петербург, 2017—2018 Чтение публичных лекций в США: Стэнфордский университет. Университет штата Техас, Остин; Мичиганский Университет, Анн-Арбор .

## Научная деятельность
Более трех десятилетий посвятил экспедиционной деятельности, в ходе которой были задокументированы многочисленные памятники искусства, истории и архитектуры евреев Восточной Европы. В этнографических экспедициях применял анкету, разработанную С. А. Ан-ским в начале XX в. для работы на территориях Волынской, Подольской и Киевской губерний. В анкету входит около двух тысяч вопросов, охватывающих самые разные стороны жизни евреев Восточной Европы. В ходе экспедиций были записаны также фольклорные тексты на идише и прочие материалы, которые легли в основу многочисленных публикаций (см.).
Занимался полевой работой среди ашкеназов, бухарских евреев, горских евреев, грузинских евреев, русских субботников.
Занимается изучением и введением в научный оборот полевых материалов, собиратели которых по разным причинам не смогли сделать это сами. В 2015 г. В. А. Дымшиц подготовил к публикации еврейские сказки, собранные в 1916—1960 гг. Ефимом Райзе, в 2022 г. диссертацию Исая Пульнера 1940 г. и полевые материалы, на основе которых она была написана, собранные в начале XX в.
В. А. Дымшиц и сотрудники «Петербургской иудаики» организовали ряд выставок материалов из фотоархива экспедиций С. А. Ан-ского, который ранее принадлежал Музею Еврейского историко-этнографического общества. Выставки проходили в Институте истории искусств, в Европейском университет в Санкт-Петербурге. В 2011 г. совместно с Государственным музеем истории религии была подготовлена выставка «Еврейские семейные реликвии».
Автор статей и монографий по еврейской, русской и европейской литературе (см.)

## Награды, номинации
- 2014 — Премия Федерации еврейских общин России «Скрипач на крыше» в номинации «Литература».
- 2017 — номинация на Литературную премию[6] имени Александра Пятигорского за книгу «Из Венеции: Дневник временно местного».

## Семья
Дочь Соня Дымшиц — петербургский режиссёр и драматург. Сын Семен Дымшиц — историк и исследователь советского научно-популярного кинематографа. 

## Избранные публикации

### Книги
- 2024 Дымшиц В. А., Каспина М. М., Полян А. Л. Советский цадик. Рассказы о Рыбницком ребе: от Днестра до Гудзона. М.: Кучково поле, 2024. — 304 с.
- 2019 Дымшиц В. Хрен-трава и другие статьи о еврейской литературе. СПб.: «Народ Книги в мире книг», 2019. — 272 с.
- 2004 Еврейский музей. Сборник статей // Сост. В. А. Дымшиц, В. Е. Кельнер. СПб, «Симпозиум», 2004. 268 с.
- 2003 Соколова А. В., Дымшиц В. А.. Великие синагоги. М., «Дом еврейской книги», 2003. 126 с.
- 2002 Дымшиц В. А., Кельнер В. Е. Еврейский мир в почтовых открытках. М., «Дом еврейской книги», 2002. 223 с.
- 1999 Еврейские народные сказки, предания, былички, рассказы, анекдоты, собранные Е. С. Райзе. Составление, литературная обработка, предисловие, комментарии В. Дымшица. СПб, «Симпозиум», 1999. 493 с. Italian Edition: Raccoti e storielle degli Ebrei. Bompiani. Milano. 2002. French Edition. Contes populaires juifs d’Europe orientale. Jose Corti. Paris. 2004. Также вышло ещё три издания этой книги («Симпозиум», 2000, 2010 и 2013).
- 1999 Горские евреи. История. Этнография. Культура. М., «Даат/Знание», 1999. 463 с.
- 1994 История евреев на Украине и в Белоруссии (Экспедиции. Памятники. Находки.) // Сб. стат. под ред. В. А. Дымшица. СПб., Петербургский еврейский университет. 1994. 223 с.

### Научные статьи и главы в монографиях
- 2022 Дымшиц В. Свадебные обряды у евреев Подолии и Бессарабии. // Пульнер И. М. Свадебные обряды у евреев. Бостон / СПб., М.: Academic Studies Press / Библиороссика / ЕМЦТ, 2022. с. 471—559.
- 2022 Дымшиц В. Рассказы о Рыбницком ребе: структура агиографического текста в момент его становления / Рыбницкий ребе и еврейская община г. Рыбница. Сборник статей и материалов. 2022. (In print)
- 2022 Valery Dymshits. Peretz Markish’s Chatyrdag: The Jewish Search for Romantic Poetry // East European Jewish Affairs. Special Issue. Crimea in the Jewish Imagination: A Geography on the Outside. v. 52. 2022. (In print)
- 2021 Дымшиц В. «Любовь деревьев» (Истоки стихотворения Генриха Гейне «Ein Fichtenbaum steht einsam» и его русских переводов) // «Пространство безграничной словесности»: Сборник статей к 70-летию Всеволода Евгеньевича Багно". СПб.: Нестор-История, 2021. с.189 — 204.
- 2021 Дымшиц В. Самаркандская легенда о летающем еврее // Елена Коровай и другие. Бухарские евреи в русской культуре / Сборник статей. Состав. Р. Некталов. Науч. ред. В. Дымшиц. — М.: Фонд Марджани, 2021. С. 179—184.
- 2021 Дымшиц В. Еврейская графика и еврейская сценография Натана Альтмана // Натан Альтман (1889—1970). Живопись. Графика. Театр. Скульптура. Фарфор. Книги. Фотографии и документы. СПб.: K Gallery, 2021. С. 11 — 25.
- 2020 Дымшиц В. «Меня никто ни о чём не спрашивал»: евреи советской провинции (по материалам полевых исследований 2005—2018 гг.) // Ежегодник ЕАЕК. Евреи Европы и Азии: состояние, наследие и перспективы / Сборник научных и публицистических статей, Том 2 (2019—2020/5780). Герцлия, Израиль: Евро-Азиатский Еврейский Конгресс — Институт евро-азиатских еврейских исследований, 2020. С. 303—331.